# ناوشکن کلاس فرت
دیسترویر کلاس فرت (به انگلیسی: Ferret-class destroyer) یک کلاس از کشتی است که طول آن ۱۹۹ فوت (۶۱ متر) می‌باشد.